# Sebastián Taborda
Sebastián Taborda Ramos (Montevidéu, 22 de maio de 1981) é um futebolista uruguaio que atua como atacante. Atualmente, joga pelo Nacional, do Uruguai.

## Títulos
Defensor Sporting
- Liguilla Pre-Libertadores de América: 2000